# 平松雄一
平松 雄一（ひらまつ ゆういち、1939年 - ）は、日本のシステムエンジニア。ICカード発明者有村國孝と出会い、日本でのICカード市場開発や環境整備などを進めた。日本ICカードシステム利用促進協議会代表理事、日本資金決済業協会副会長等を歴任。

## 人物・経歴
北海道生まれ。1962年東京理科大学理学部数学科卒業後、FACOM201でプログラミングに興味を持ったことから、沖電気工業に入社し、コンピュータ部門へ配属された。システムエンジニアとして、金融システムの開発などを担った。1980年にICカード発明者の有村國孝と出会い、1990年からはICカード市場の開発等の新規事業を進めた。2000年には電子商取引安全技術研究組合を設立。2009年から日本ICカードシステム利用促進協議会代表理事を務め、2013年からは改組により協議会代表者となった。電子商取引安全技術研究所取締役会長、電子商取引安全技術研究組合理事長、日本資金決済業協会副会長、日本セキュリティ・マネジメント学会監事なども歴任した。情報化月間推進会議平成14年度情報化月間表彰。2014年第10回情報セキュリティ文化賞受賞。